# Priretschnoje (Kaliningrad)
Priretschnoje (russisch Приречное, deutsch Gillischken, 1938–1945 Insterblick, litauisch Giliškiai) ist ein Ort in der russischen Oblast Kaliningrad. Er gehört zur kommunalen  Stadtkreis Tschernjachowsk im Rajon Tschernjachowsk.

## Geographische Lage
Priretschnoje liegt vier Kilometer nördlich der Stadt Tschernjachowsk (Insterburg) an der Kommunalstraße 27K-175 von Majowka (Georgenburg) über Pridoroschnoje (Seßlacken) nach Uljanowo (Kraupischken/Breitenstein). Am nordwestlichen Rand verläuft die Bahnstrecke Tschernjachowsk–Sowetsk (Insterburg–Tilsit) am Ort vorbei.

## Geschichte
Das einst Gilgenau genannte Dorf wurde im Jahre 1354 gegründet. Im Jahre 1874 wurde es in den neu errichteten Amtsbezirk Szieleitschen (heute nicht mehr existent) eingegliedert, der 1930 in den Amtsbezirk Geswethen (heute russisch: Nagornoje) umgewandelt, 1938 in  „Amtsbezirk Landwehr (Ostpr.)“ umbenannt wurde und bis 1945 zum Kreis Insterburg im Regierungsbezirk Gumbinnen der preußischen Provinz Ostpreußen gehörte.
Im Jahre 1910 waren in Gillischken 132 Einwohner gemeldet. Ihre Zahl sank bis 1933 auf 107, betrug aber 1939 – nach Zusammenschluss der Gemeinden Tarpen (bis 1938: Tarputschen, russisch: Brjanskoje) und Insterblick (wie Gillischken seit 1938 hieß) zur neuen Gemeinde Insterblick – insgesamt 166.
Im Jahre 1945 wurde das Dorf mit dem nördlichen Ostpreußen der Sowjetunion zugeordnet. 1947 erhielt es die russische Bezeichnung „Priretschnoje“ und wurde gleichzeitig dem Dorfsowjet Kaluschski selski Sowet im Rajon Tschernjachowsk zugeordnet. 1954 gelangte Priretschnoje in den Majowski selski sowjet. Seit 1997 gehörte der Ort zum Dorfbezirk Kaluschski selski okrug. Von 2008 bis 2015 gehörte Priretschnoje zur Landgemeinde Kaluschskoje selskoje posselenije und seither zum Stadtkreis Tschernjachowsk.

## Kirche
Mit seiner überwiegend evangelischen Bevölkerung war Gillischken resp. Insterblick bis 1945 in das Kirchspiel der Kirche Georgenburg (heute russisch: Majowka) eingepfarrt. Es gehörte zum Kirchenkreis Insterburg in der Kirchenprovinz Ostpreußen der Kirche der Altpreußischen Union. Heute liegt Priretschnoje im Einzugsgebiet der in den 1990er Jahren neu  entstandenen evangelisch-lutherischen Gemeinde in Tschernjachowsk (Insterburg), die Pfarrgemeinde für die Kirchenregion Tschernjachowsk in der Propstei Kaliningrad der Evangelisch-lutherischen Kirche Europäisches Russland ist.